# Haemaphysalis bancrofti
Haemaphysalis bancrofti este o specie de căpușe din genul Haemaphysalis, familia Ixodidae, descrisă de Thomas Nuttall ug Warburton în anul 1915. Conform Catalogue of Life specia Haemaphysalis bancrofti nu are subspecii cunoscute.